# Chambre des représentants du Maine
130e législature
Capitole de l'État du Maine, Augusta
La chambre des représentants du Maine (Maine House of Representatives)  est la chambre basse de la législature de l'État du Maine aux États-Unis d'Amérique. 
Elle comprend 151 parlementaires représentant chacun 8 450 citoyens et élus tous les 2 ans. Il faut ajouter trois parlementaires dispensés du droit de vote, représentants les tribus autochtones.
La chambre des représentants du Maine siège au Capitole situé à Augusta.

## Présidence
Le Speaker préside la chambre des représentants du Maine. Il est élu par le caucus du parti majoritaire et confirmé par un vote en séance plénière. Le Speaker contrôle l'ordre du jour de la chambre et des commissions parlementaires. 
| Position            | Nom                 | Parti | Parti       | Résidence | District |
| ------------------- | ------------------- | ----- | ----------- | --------- | -------- |
| Speaker             | Ryan Fecteau        |       | Démocrate   | Biddeford | 11e      |
| Chef de la majorité | Michelle Dunphy     |       | Démocrate   | Old Town  | 122e     |
| Chef de la minorité | Kathleen Dillingham |       | Républicain | Oxford    | 72e      |

## Composition
À quelques rares exceptions, la chambre des représentants a été à majorité républicaine de 1857 à 1974 ; depuis 1975 elle a basculé à majorité démocrate (sauf pour la législature 2011-2012).
| Parti | Parti                      | Représentants |
| ----- | -------------------------- | ------------- |
|       | Parti démocrate            | 80            |
|       | Parti républicain          | 66            |
|       | Indépendants               | 4             |
|       | Sièges vacants             | 0             |
|       | Parti démocrate non votant | 3             |
|       | Total                      | 154           |
|       | Membres non votants        | 3             |

### Membres non votants
La chambre des représentants du Maine comprend également 3 membres qui n'ont pas de voix délibératives. Ces trois parlementaires représentent les tribus indiennes de Pentagouets, de Passamaquoddys et de Malécites. Ils participent comme les autres législateurs à l'élaboration des lois mais, du fait qu'ils ne représentent pas des électeurs mais des peuples, n'ont pas de voix délibératives.
Les Malécites ont choisi de ne pas envoyer de représentant à la 129e législature, élue en 2018. Depuis l'élection de 2020, les Malécites et les Pentagouets ne sont pas revenus à la Chambre, ne laissant que la représentante de Passamaquoddy, Rena Newell.